# Katherine Kelly
Katherine Kelly (ur. 19 listopada 1979 w Barnsley) – brytyjska aktorka filmowa i telewizyjna.

## Kariera
W 2001 ukończyła Royal Academy of Dramatic Art. W latach 2006–2012 występowała w operze mydlanej pt. Coronation Street jako Becky McDonald. Za tę rolę dwukrotnie wygrała nagrodę The British Soap Awards w kategorii najlepszej aktorki (w 2009) oraz w kategorii najlepszego odejścia z serialu (w 2012), a także wygrała w konkurencji najlepszego występu nagrodę National Television Awards (w 2012). W latach 2013–2014 oraz w 2016 występowała w serialu Mr Selfridge jako Mae Loxley.
W 2016 wystąpiła w serialu Class, spin-offie serialu Doktor Who jako pani Quill, jedna z nauczycielek w Coal Hill Academy.